# Jørgen Flindt Pedersen
Jørgen Flindt Pedersen (født 28. februar 1940 i Odense, død 25. januar 2021) var en dansk journalist, forfatter og filminstruktør.
I 1964 blev Flindt Pedersen cand.scient.pol. fra Aarhus Universitet. Han fik derefter job som journalist på Demokraten fra 1962-1966. Under den sidste del af sine studier og fire år frem var han medlem af Aarhus Byråd fra 1962-1966. Herefter blev Jørgen Flindt Pedersen ansat i Danmarks Radio fra 1967-1987. Efter tiden i Danmarks Radio blev han tilbudt posten som chefredaktør for Det Fri Aktuelt, som han havde fra 1987-1993. Han afløste Tøger Seidenfaden som adm. direktør for TV 2/DANMARK i 1993 og blev på den post til år 2000. Siden da har han været freelance og indehaver af produktionsselskabet Far Film med base i Kerteminde på Fyn.
Han modtog de journalistiske hæderspriser Cavlingprisen (1979) og Krygerprisen sammen med Erik Stephensen. Cavlingprisen fik de med den begrundelse, at de med omfattende baggrundsmateriale og på en engageret måde havde præsenteret befolkningen i Danmark for politiske og økonomiske problemer.
Jørgen Flindt Pedersens kone, Birgitte Flindt Pedersen, var i en periode viceborgmester i Birkerød. Sammen har de fået børnene Charlotte Flindt Pedersen, der er direktør i Udenrigspolitisk Selskab, Malene Flindt Pedersen der er stifter og medejer af produktionsselskabet Hansen og Pedersen og Lars Flindt Pedersen, der er pressechef i Arbejdstilsynet.
Med et filmhold besøgte Jørgen Flindt Pedersen otte mindre beboede øer i Det Sydfynske Øhav i august 2005. 
Resultatet var tv-serien Gensyn med De Danskes Øer, hvor hvert af de otte afsnit gav et portræt af en ø og dens beboere. Serien blev sendt første gang på TV2 Charlie i april og maj 2006.

## Filmografi
- En lille by i Amerika - efter Vietnam og Watergate (1977)
- ”Din nabos søn” (1981) (sammen med Erik Stephensen)
- "Dagbog fra Beirut (1982)
- ”Arven fra Seveso” (1985)
- ”Når staten slår ihjel” (1994)
- ”Gift med en dødsdømt” (1994)
- ”Kærlighed på dødsgangen” (1994)
- ”Remfeldt”
- ”Drengene fra Vollsmose”(2002) (sammen med Anders Riis Hansen)
- ”De besatte”(2003)
- "Jeg elsker bøfler" (2003)
- ”En familie i krig” (2004)
- "Danmark for begyndere - Historien om Lokalplan 219" (2004)
- "Drengen fra Vollsmose" (2004) En opfølger til filmen fra 2002
- "Terror og tortur" (2005)
- "Tortur - en tikkende bombe" (2005)
- "Gensyn med de danskes øer" (2006)
- "Sanselighedens pris" (2007)
- "Baronen og malerdjævelen - en rejse i Sybergland" (2010)
- "Bødlen som offer" (2011)
- "I krig med sig selv" (2012)

## Undervisningsmateriale
- "Tortur og den tikkende bombe" (sammen med Dignity - Dansk Institut mod Tortur)

## Priser
- Kryger-prisen (1978) (sammen med Erik Stephensen)
- Cavlingprisen (1979)
- Verden uden Tortur prisen (2012)